# Theodor Steche
Albert Theodor Steche (* 4. Dezember 1895 in Leipzig; † April 1945) war ein deutscher Germanist und Hochschullehrer sowie Persönlichkeit der Esperanto-Bewegung.

## Leben
Steche wurde 1895 als Sohn des Chemikers und Unternehmers Albert Steche in Leipzig geboren. Er besuchte bis 1914 die humanistische Thomasschule zu Leipzig. Danach wurde er zum Kriegsdienst eingezogen. Er erlitt schwere Verletzungen und wurde mit dem Eisernen Kreuz 2. Klasse, dem Ritterkreuz 2. Klasse des Albrechts-Ordens und der Silbernen Friedrich-August-Medaille ausgezeichnet. Zuletzt diente er als Reserveoffizier (Leutnant der Reserve).
Nach dem Ersten Weltkrieg studierte er Chemie und wurde 1922 zum Dr. phil. promoviert. Während seines Studiums wurde er 1920 Mitglied der Turnerschaft Gottinga in Göttingen. Von 1923 bis 1928 war er Assistent am Institut für Pflanzenbau der Universität Göttingen. Von 1928 bis 1931 studierte er dann Germanistik in Göttingen. Von 1934 bis 1939 war er Stipendiat der Deutschen Forschungsgemeinschaft. 1936 habilitierte er sich an der Universität Greifswald. Von 1939 bis 1945 war er Privatdozent für germanische Sprachen und ältere deutsche Literatur. Er unterbreitete u. a. Vorschläge zur Rechtschreibreform.
Am 1. Juli 1932 wurde er Mitglied (später in der Reichsleitung) im Kampfbund für deutsche Kultur. Ein Jahr später, am 1. Mai 1933, trat er in die NSDAP ein. Er schrieb u. a. für den Völkischen Beobachter, die Deutsche Kultur-Wacht und die Völkische Kultur. Steche gehörte der Esperanto-Bewegung an und versuchte Nationalsozialismus und Esperantismus miteinander zu verknüpfen. Im Auftrag Alfred Rosenbergs erprobte er erfolglos die Gleichschaltung des Deutschen Sprachvereins. Steche beging im April 1945 Selbstmord.

## Schriften (Auswahl)

### Chemie
- Über das Y in der chemischen Nomenklatur. In: Angewandte Chemie 38 (1925) 40, 911–913. doi:10.1002/ange.19250384007
- Über die Fachausdrücke in der Wernerschen Theorie der anorganischen Komplexsalze. In: Angewandte Chemie 39 (1926) 2, 36–38. doi:10.1002/ange.19260390204

### Sprachwissenschaft
- Neue Wege zum reinen Deutsch. Breslau 1925.
- Sprachwissenschaft und Welthilfssprache. Festvortrag zum 20. Dt. Esperanto-Kongreß. Hamburg 1931.
- Die deutsche Rechtschreibung. Stillstand oder Verbesserung? Breslau 1932.
- Die Kleinschreibung in der deutschen Druckschrift. Berlin 1933.
- Wikinger entdecken Amerika. Die altisländischen Berichte. Hamburg 1934.
- Altgermanien im Erdkundebuch des Claudius Ptolemäus. Leipzig 1937.
- Deutsche Vor- und Frühgeschichte. Berlin 1938.
- Das Rabenschlachtgedicht, das Buch von Bern und die Entwicklung der Dietrichsage. Greifswald 1939.
- Deutsche Stammeskunde. Berlin 1942.